# Moritzplatz (metrostation)
Moritzplatz is een station van de metro van Berlijn, gelegen onder het gelijknamige plein in het Berlijnse stadsdeel Kreuzberg. Het metrostation opende op 6 april 1928 en ligt aan lijn U8.
Station Moritzplatz werd ontworpen door architect Peter Behrens. In de eerste plannen voor de GN-Bahn, zoals de huidige U8 oorspronkelijk heette, was geen station aan de Moritzplatz voorzien. In plaats daarvan zou de lijn een meer in rechte lijn verlopend tracé via de Dresdener Straße volgen en een station onder de Oranienplatz krijgen. De tracéverlegging naar de Moritzplatz betekende een lichte omweg en maakte een zeer scherpe bocht bij de kruising Prinzenstraße/Ritterstraße (iets ten zuiden van het station) noodzakelijk.